# USS Meredith (DD-434)
Pour les autres navires du même nom, voir USS Meredith.
L'USS Meredith (DD-434) est un destroyer de classe Gleaves de la Marine des États-Unis lancé en 1940.